# Puf (haring)

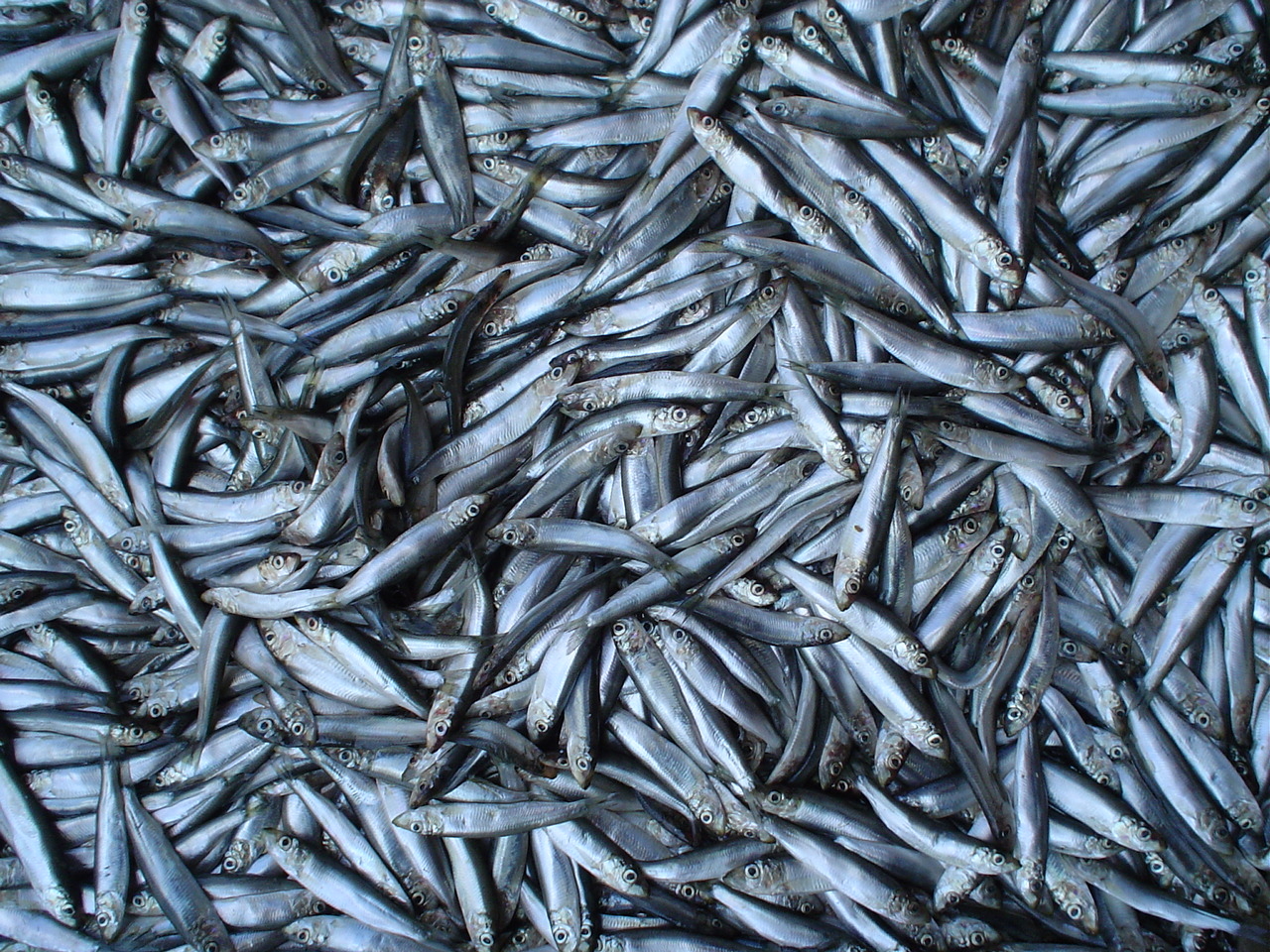
Puf op een vismarkt in Odessa

Puf is de generieke benaming voor ondermaatse vis uit de familie der haringachtigen.
Puf wordt gevangen als bijvangst en blijft over als de visvangst gesorteerd is. Met puf worden meestal de jonge visjes van haring of sprot of soms ook elft aangeduid, onvolwassen exemplaren van deze haringachtigen die nog weinig pigment bezitten en zilverwit of doorzichtig zijn.
De hoeveelheid van elke soort in een hoeveelheid puf verschilt per vangstseizoen. De meeste puf komt tegenwoordig vanuit de diepvries naar de consument toe. De vis wordt oorspronkelijk opgevist uit de Nederlandse en Nieuw-Zeelandse visgebieden. Bij de visafslag en soms op de markt is af en toe nog verse puf te verkrijgen.
Van oudsher wordt puf gebruikt in de keuken als bijgerecht of borrelhapje. De visjes zijn van structuur zo zacht dat ze met graat en al te verorberen zijn. Puf kan slecht gebakken worden vanwege het formaat en het niet stevige karakter waardoor de vis in de pan vaak uit elkaar valt. Daarom wordt er meestal voor gekozen om ze gebloemd te frituren.